# Christoph Wilhelm Aigner
Christoph Wilhelm Aigner (* 18. November 1954 in Wels, Oberösterreich) ist ein österreichischer Schriftsteller und Übersetzer. Aigner wird zu den bedeutendsten zeitgenössischen Lyrikern gezählt.

## Leben
Christoph Wilhelm Aigner besuchte nach der Volksschule das neusprachliche Gymnasium. Lange Phasen seiner Kindheit verbrachte er in Grödig. Sein Vater war Angestellter bei einer Firma, die Babynahrung produzierte. 1973 ging er nach dem Abitur nach Salzburg und studierte Germanistik, Kommunikationswissenschaft und Sportwissenschaft, zu Beginn auch Philosophie.
Aigner wählte eine journalistische Laufbahn und arbeitete beim ORF und als Redakteur beim Salzburger Tagblatt. Das Studium finanzierte er sich als Fußballer: Er spielte in der oberösterreichischen Landesauswahl und trainierte eineinhalb Jahre bei Austria Salzburg unter dem damaligen Trainer Günter Praschak.
Seit 1985 ist Aigner freier Schriftsteller und Verleger der Salzburger AV Edition. Aigner gilt laut World Literature Today als einer der international bedeutendsten zeitgenössischen Lyriker. Christoph Wilhelm Aigner lebt abwechselnd in einem abgeschiedenen Berghaus im Osten der Toskana, in Rom und in Salzburg.

## Werk
Aigners Gedichte bieten meist lakonische Naturbeobachtungen, reimlos, oft arhythmisch, Vers und Sprechrhythmus selten kongruierend.
Ein bedeutender Förderer Aigners war Erich Fried („Fast keines dieser Gedichte, das nicht höchste Aufmerksamkeit verdiente“). Eine bedeutende Förderin war auch Sarah Kirsch, über deren Werk als bildende Künstlerin Aigner geschrieben hat. Sie pries seinen Stil: „Es treten uns Texte von einer Sprachkraft sondergleichen entgegen, und grauenerregender Wahrhaftigkeit.“ Sein Buch Mensch. Verwandlungen nannte sie in einer Feuilleton-Serie in der deutschen Wochenzeitung Die Zeit eines ihrer Bücher des Jahrhunderts.

## Zitate

### Von Aigner
„Sehr überzeugend erscheint mir, daß alles mit dem Wort begann. Ohne Wort hätten wir nicht Gott. Das heißt nicht, daß wir ihn mit dem Wort haben. Durch Benennen suggerieren wir, etwas begreifen zu können, und Begreifen suggeriert, es festhalten zu können. Aber nichts können wir festhalten, soviel wir uns auch einbilden, begreifen zu können. Wer mit Wörtern und Worten umgeht (nicht handelt), also Verantwortung übernimmt, hat Skrupel, auf eine Frage einzugehen, die fühlbar zu groß ist für den reflektierenden Verstand. Für Alles haben wir keine Wörter und kein Wissen. Ich wundere mich immer sehr, wenn ich Gleichungen aufstellen höre wie: Gott ist Ursache und hundert andere mehr. Wie wenn der, der das sagt, wisse, was sei, und sich als Wirkung gleichsam überhebt über das, worüber er spricht. Solchen rhetorischen Spielen fehlt Demut, ohne die man nicht für einen Wimpernschlag ahnen kann, wie unermeßlich unbegreiflich klein wir sind. Es scheint, daß selbst Gläubige glauben, wissen zu können, ohne glauben zu müssen.“

### Über Aigner
„Originalität, Offenheit, Stimmigkeit. Unter diesen Gesichtspunkten müssten die Bücher von Christoph Wilhelm Aigner schon seit langem im ersten Regal der österreichischen Literaturkritik stehen. Der Anton-Wildgans-Preis ist eine Auszeichnung, die sein Werk sich seit langem verdient; das nunmehr ausgezeichnete Werk aber verdient mehr noch: erhöhte Aufmerksamkeit, Widerspruch, Zuneigung.“

„Wenn Lyrik den Leser nicht sofort zwischen die Augen trifft, wenn Inhalt und Form nicht sofort zum Sinneserlebnis werden, wenn man also denken und rätseln muss, was er denn gemeint haben könnte, der Dichter, dann ist die Wirkung verpufft, dann schwebt das Gedicht, unaufgesaugt, in Zeit und Raum und kreist als ewiges Fragezeichen um den Planeten. Kann der Stadtschreiber Aigner das gewollt haben? Kann er nur sich selbst, seine eigene Sinnenbefriedigung im Auge gehabt haben? Leider, und dies mag eine lyrische Bildungslücke sein, kenne ich zu wenig von Herrn Aigner, die hier vorgestellten Gedichte aber führen mich nicht zu ihm hin, sondern von ihm weg, doch vielleicht ist es gut so, diesem Dichter nicht näher zu begegnen, denn er wird mich nicht sehen, er sieht nur sich, autistisch und egomanisch, wie ich ihn mir nun vorstelle. Schade!“

## Auszeichnungen
- 1982: Förderungspreis zum Georg-Trakl-Preis
- 1993: Förderungspreis zum Lyrikpreis Meran
- 1993: Wissenschaftspreis der Rotarier Salzburg
- 1996: Else-Lasker-Schüler-Förderpreis
- 1993: Aufenthaltsstipendium in Schloss Wiepersdorf
- 1995: Aufenthaltsstipendium in Schloss Wiepersdorf
- 1998: Gastprofessur an der Universität Innsbruck (Poetik-Vorlesungen)
- 2003: Anton-Wildgans-Preis
- 2004: Dresdner Stadtschreiber
- 2004: Stipendium des Heinrich-Heine-Hauses der Stadt Lüneburg
- 2006: Österreichischer Würdigungspreis für Literatur
- 2011: Kulturpreis des Landes Oberösterreich (Kategorie Literatur)

## Werke

### Lyrik
- Katzenspur. Aigner, Salzburg 1985.
- Weiterleben. Müller, Salzburg 1988.
- Drei Sätze. Müller, Salzburg 1991.
- Landsolo. Müller, Salzburg und Wien 1993.
- Das Verneinen der Pendeluhr. DVA, Stuttgart 1996.
- Die Berührung. DVA, Stuttgart 1998.
- Vom Schwimmen im Glück. DVA, Stuttgart 2001.
- Kurze Geschichte vom ersten Verliebtsein. 2005.

### Prosa
- Anti Amor. Erzählung. DVA, Stuttgart 1994.
- Mensch. Verwandlungen. DVA, Stuttgart 1999.
- Engel der Dichtung. Eine Lesereise. DVA, Stuttgart 2000.
- Logik der Wolken. DVA, München 2004.
- Die schönen bitteren Wochen des Johann Nepomuk. Roman. DVA, München 2006.
- Eigenleben oder wie schreibt man eine Novelle. Novelle. edition laurin, Innsbruck 2011.

### Herausgaben
- Kein schöner Land … 50 österreichische Autoren über Stadt und Land Salzburg. Graphia-Druck- und Verlags-Anstalt, Salzburg 1981.
- Beim Malen bin ich weggetreten. Aquarelle, Bilder, Zeichnungen von Sarah Kirsch. Mit einem Essay von Christoph Wilhelm Aigner. DVA, Stuttgart und München 2000.

### Übersetzungen
- Der Mönch von Salzburg: Die weltliche Dichtung. Müller, Salzburg 1995.
- Federigo Tozzi: Tiere, Dinge, Personen / Bestie, cose, persone. dtv, München 1997.
- Giuseppe Ungaretti: Zeitspüren. DVA, München 2003, ISBN 978-3-421-05692-4.